# Amanita arocheae
Espèce
Amanita arocheae est une espèce de champignons du genre Amanita que l'on trouve en Amérique centrale et du Sud. Proche de l'amanite phalloïde, il provoque lui aussi des empoisonnements mortels. Il doit son nom au mycologue mexicain, Regla Maria Aroche.
On l'appelle hongo gris au Mexique, on le trouve sous les chênes. Contrairement à l'amanite phalloïde, son chapeau est de couleur brunâtre à grisâtre.

## Référence taxinomique
- (en) Index Fungorum : Amanita arocheae